# Parochlus montivagus
Parochlus montivagus är en tvåvingeart som beskrevs av Lars Zakarias Brundin 1966. Parochlus montivagus ingår i släktet Parochlus och familjen fjädermyggor. Inga underarter finns listade i Catalogue of Life.